# 波頓沙庫國家公園
11°06′56″N 103°14′59″E / 11.11553035°N 103.24969205°E
波頓沙庫國家公園是柬埔寨的國家公園，位於該國西南部，處於戈公省，鄰近西哈努克市，成立於1993年，面積1,826平方公里，該地區以低地和氾濫平原為主。